# Carinisphindus bicolor
Carinisphindus bicolor es una especie de coleóptero de la familia Sphindidae.

## Distribución geográfica
Habita en Cuba.